# Anopheles plumbeus
Anopheles plumbeus es una especie de mosquito del género Anopheles, orden, Diptera. Fue descrita por Stephens en 1828.
Es un vector biológico ya que puede transmitir el agente de la malaria Plasmodium falciparum.

## Descripción
Mide 10–14 mm de longitud.

## Distribución y hábitat
Se distribuye por Albania, Argelia, Armenia, Austria, Azerbaiyán, Bielorrusia, Bélgica, Bosnia y Herzegovina, Bulgaria, Península de Crimea, Croacia, Chipre, República Checa, Dinamarca, Estonia, Francia (incluye Córcega), Macedonia, Georgia, Alemania, Grecia, Hungría, Irán, Irlanda, Italia (incluye Cerdeña y Sicilia), Kosovo, Liechtenstein, Lituania, Luxemburgo, Moldavia, Montenegro, Marruecos, Países Bajos, Polonia, Portugal, Rumania, Rusia, Serbia, Eslovaquia, Eslovenia, España, Suecia, Suiza, Siria, Túnez, Turquía, Ucrania y Reino Unido. Habita en zonas boscosas, pero también en zonas rurales y urbanas.